# Kreusa
Enligt grekisk mytologi är Kreusa, som ibland kallas Glauke, dotter till kung Kreon i Korinth. Enligt sagan (som Euripides använder i skådespelet Medea) förälskade sig Jason i Kreusa och ville gifta sig med henne. Den svartsjuka Medea dödar emellertid sin rival genom att skänka henne en förgiftad slöja.